# Mirei Kiritani
Mirei Kiritani (桐谷美玲), née dans la préfecture de Chiba au Japon le 16 décembre 1989, est un mannequin de nationalité japonaise, également actrice et commentatrice à la télévision.
Elle est représentée par l'agence Sweet Power.

## Biographie
Mirei Kiritani obtient son diplôme de l'université Ferris (en) (フェリス女学院大学) en 2015. Comme elle a interrompu ses études pendant deux ans, elle a eu besoin de sept ans pour en sortir diplômée.
En juin 2018, elle épouse Miura Shohei, acteur avec lequel elle a joué dans Suki na hito ga iru koto. En 2020, elle donne naissance à leur premier fils.

## Carrière
Mirei Kiritani a débuté comme modèle dans le magazine japonais Seventeen (en) en 2006. Depuis 2012, elle est le modèle du magazine Non-no.

## Filmographie

### Au cinéma
- 2006 : Haru no ibasho (春の居場所?)
- 2007 : Akai bunka jūtaku no uiko (赤い文化住宅の初子?) : Yamaguchi
- 2008 : Dōkyūsei (同級生?)
- 2008 : Taiiku-kan baby (体育館ベイビー?)
- 2009 : Yamagata scream (山形スクリーム?) : Chuko Kaburagi
- 2010 : Memoirs of a Teenage Amnesiac (誰かが私にキスをした, Dare ka ga watashi ni kiss wo shita?) de Hans Canosa : Yumi
- 2010 : Ongakubito (音楽人?)
- 2010 : Kimi ni todoke (君に届け?) : Ume Kurumizawa
- 2011 : Gene Waltz (ジーンワルツ?)
- 2011 : Runway☆Beat (ランウェイ☆ビート?)
- 2011 : Ranhansha (乱反射?) : Shima
- 2011 : Snowflake (スノーフレーク?)
- 2011 : Un drôle de père (うさぎドロップ, Usagi Doroppu?)
- 2012 : Arakawa Under the Bridge (荒川アンダーザブリッジ?)
- 2012 : Ace Attorney (逆転裁判, Gyakuten saiban?)
- 2012 : Détective Conan : Le Onzième Attaquant (名探偵コナン 11人目のストライカー, Meitantei Konan 11 nin me no sutoraikā?) : Kaoru Koda
- 2012 : Tsunagu (つなぐ?)
- 2012 : Atarashii kutsu wo kawanakucha (新しい靴を買わなくちゃ?)
- 2013 : 100 kai naku koto (100回泣くこと?) : Yoshimi Sawamura
- 2013 : Asa hiru ban (あさひるばん?)
- 2014 : Team Bachisuta FINAL Kerberos no Shōzō (チーム･バチスタ FINAL ケルベロスの肖像?) : Yoko Betsuku
- 2014 : Joshi-zu (女子―ズ?)
- 2015 : Assassination Classroom (暗黒教室, Ankoku kyōshitsu?)
- 2015 : Koisuru Vampire (en) (恋するヴァンパイア?) : Naoko Akagi
- 2015 : Heroine shikkaku (ヒロイン失格?) : Hatori Matsuhima
- 2016 : Assassination Classroom: Graduation (暗黒教室-卒業編-, Ansatsu kyōshitsu : sotsugyō hen?) (en pré-production)

### À la télévision

#### Drames[1]
- 2006 : Kisshou tennyo (吉祥天女?)
- 2006 : Kaidan Shinmimibukuro 5th season (怪談新耳袋 第五シーズン?)
- 2006 : Tokyo Syojo (東京少女?)
- 2006 : Real Horror Story summer special 2006 -6th room- (ほんとにあった怖い話 夏の特別編2006 ｢6番目の部屋｣?)
- 2006 : Koisuru Nichiyoubi new type Omoi wo Kokuhakuseyo! (恋する日曜日 ニュータイプ 想いを告白せよ！?)
- 2007 : Kaze no Kita Michi (風の来た道?)
- 2007 : Kisuru Nichiyoubi Renzugoshi no Koi (恋する日曜日 レンズ越しの恋(仮)?)
- 2007 : Kirakira Kenshui (きらきら研修医?)
- 2007 : Hanazakari no Kimitachi e -Ikemen paradise- (花ざかりの君たちへ～イケメンパラダイス～?)
- 2007 : Derutoko Demasho! (出るトコ出ましょ！?)
- 2008 : Danso no Reijin -Kawashima Yoshiko no shogai- (男装の麗人～川島芳子の生涯～?)
- 2009 : Chance! (チャンス↑～彼女が成功した理由～?)
- 2009 : Kaette Kosaserareta 33hun Tantei (帰ってこさせられた33分探偵?)
- 2009～2010 : Gekimote! Sevwnteen Gakuen (激モテ！セブンティーン学園?)
- 2009 : LOVE GAME 9th story (LOVE GAME 第9話?)
- 2009 : Otomen (オトメン?)
- 2010 : Ringetsu no Musume (臨月の娘?)
- 2010 : Jotei Kaoruko (女帝 薫子?)
- 2010 : Natsu no Koi ha Nijiiro ni Kagayaku (夏の恋は虹色に輝く?)
- 2010 : Twilight special-version (トワイライト特別版?)
- 2011 : The Music Show (ザ・ミュージックショウ?)
- 2011 : Arakawa Under the Bridge (荒川アンダー ザ ブリッジ?)
- 2011 : HUNTER~Sono Onnatachi, Syoukinnkasegi~ (HUNTER~その女たち、賞金稼ぎ～?)
- 2012 : Job Guidance for the 13-year-olds and all triers (13歳のハローワーク?)
- 2012 : Shinikare (シニカレ?)
- 2012 : GTO Aki mo Oniabare Special (GTO 秋も鬼暴れスペシャル?)
- 2012-2013 : Love Swing-Iroiro na Ai no Katachi- (ラブ・スウィング～色々な愛のかたち～?)
- 2013 : Apoyan-Hashiru Kokusaikukou (あぽやん～走る国際空港?)
- 2013 : Cheap Flights (チープ・フライト?)
- 2013 : Galileo (ガリレオ?)
- 2013 : Saitou san 2 (斉藤さん2?)
- 2014 : Gunshi Kanbe (軍師官兵衛?)
- 2014 : Ando Roido～A.I. knows LOVE？～ (安堂ロイド～A.I. knows LOVE？～?)
- 2014 : Shinigami kun (死神くん?)
- 2014 : Tsui no Sumika (終の棲家?)
- 2014 : Real Horror Story 15th anniversary special ‘Ude wo Chodai’ (ほんとにあった怖い話 15周年スペシャル「腕をちょうだい」?)
- 2014 : Jigoku Sensei Nūbē (地獄先生ぬ～べ～?)
- 2015 : Atelier
- 2016 : Sumikasumire (スミカスミレ?)
- 2016 : Suki na Hito ga Iru Koto (好きな人がいること?) - Sakurai Misaki
- 2017 : It's All About The Looks (人は見た目が100パーセント) - Jun Jonochi
- 2017 : The Public Enemy (民衆の敵～世の中、おかしくないですか) - Apparition dans l'épisode 1

#### Commentatrice
- Depuis avril 2012 : News Zero (Nippon Television, chaque mardi)[1]

## Publications[1]
- 2009 : Mirei san no Seikatsu (美鈴さんの生活。?)
- 2011 : Mirei san no Seikatsu super ! (美玲さんの生活。super!?)
- 2011 : SHINGLE PHOTO BOOK ‘Sweet&Bitter’
- 2012 : CALENDAR PHOTO BOOK ‘toi et moi’

## Shows[1]
- 2011 : KOBE COLLECTION 2011 SPRING-SUMMER
- 2013 : TOKYO GIRLS COLLECTION '13 S/S
- 2013 : TOKYO GIRLS COLLECTION '13 A/W
- 2014 : TOKYO GIRLS COLLECTION '14 A/W
- 2015 : TOKYO GIRLS COLLECTION '15 S/S

## Prix
- 2012 : Girls Award by CROOZ blog 2012 SPRING-SUMMER[1]
- 2012 : 100 Most Beautiful Faces 11e
- 2013 : 100 Most Beautiful Faces 46e[4]
- 2014 : COTTON USA AWARD 2014[1]
- 2014 : Nail Queen 2014 actrice département (ネイルクイーン2014・女優部門?)[1]
- 2014 : 100 Most Beautiful Faces 8e[4]
- 2015 : Japan 26th Jewelry Best Dresser show 20’s département[1]
- 2015 : Japan 28th Glasses Best Dresser show[1]